# 仙姑庙
仙姑庙又称甘州会馆是一座位于新疆维吾尔自治区哈密地区巴里坤哈萨克自治县的道观。清朝嘉庆五年（1800年），由来自甘肃张掖的客商捐资修建。1999年7月29日，公布为第四批新疆维吾尔自治区文物保护单位。